# GD Sundy
El GD Sundy es un equipo de fútbol de Santo Tomé y Príncipe que juega en el Campeonato nacional de Santo Tome y Príncipe, la primera división de fútbol del país.

## Historia
Fue fundado el 4 de diciembre de 1978 en el poblado de Roça Sundy y su uniforme y colores están inspirados en el Sporting de Lisboa, aunque al equipo se le conoce como Nigeria.
La mayoría de sus títulos han sido a nivel de la Isla de Príncipe, y fue en la temporada 2009/10 logra ser campeón nacional por primera vez al vencer en la final al Vitória luego de que éstos abandonaran el partido al minuto 56 cuando el GD Sundy iba ganando 3-1.

## Palmarés
- São Tomé and Príncipe Championship: 1

2009/10
- Principe Island League Championship: 4:

1985, 2000, 2001, 2009
- Taça Regional de Príncipe: 4

2001, 2007, 2011, 2013